# سیارک ۱۳۳۲۸۰
سیارک ۱۳۳۲۸۰ (به انگلیسی: 133280 Bryleen، نامگذاری:2003SM17) صد و سی و سه هزار و دویست و هشتادمین سیارک کشف شده‌است که در ۱۸ سپتامبر ۲۰۰۳ کشف شد.